# أنا الخبز
أنا الخبز (بالإنجليزية: I Am Bread) (نقحرة: آي آم براد
)، هي لعبة فيديو إلكترونية من نوع أكشن ومغامرات ومحاكاة، تعمل على أنظمة التشغيل لنظام ويندوز ونظام أو إس إكس وبلاي ستيشن 4.

## مهمة اللعبة
تهدف مهمة اللعبة لخبزة من نوع توست حينما تتحرك توست عن طريق نقرة كويرتي في لوحة المفاتيح للتحرك، ووجبت التجنب في الوقوع إلى الماء أو الأرض أو أماكن تتواجد فيه النمل حتى لا تتسخ وتفشل المهمة.